# برينت بريدي
برينت بريدي (بالإنجليزية: Brent Brede)‏ هو لاعب كرة قاعدة أمريكي، ولد في 13 سبتمبر 1971 في بلفيل في الولايات المتحدة.

## وصلات خارجية
- برينت بريدي على موقع الدوري الياباني لكرة القاعدة (الإنجليزية)
- برينت بريدي على موقعبيزبول رفرنس.كوم (الدوري الرئيسي) (الإنجليزية)
- برينت بريدي على موقعبيزبول رفرنس.كوم (الدوري الثانوي) (الإنجليزية)
- برينت بريدي على موقع إي إس بي إن.كوم (أم.أل.بي) (الإنجليزية)
- برينت بريدي على موقع مشجعي الرسوم البيانية (الإنجليزية)